# Giacomo Campora
Giacomo Campora, o Canfora (Genova, 1400 circa – Genova, 21 maggio 1459), è stato un arcivescovo cattolico domenicano italiano.

## Biografia

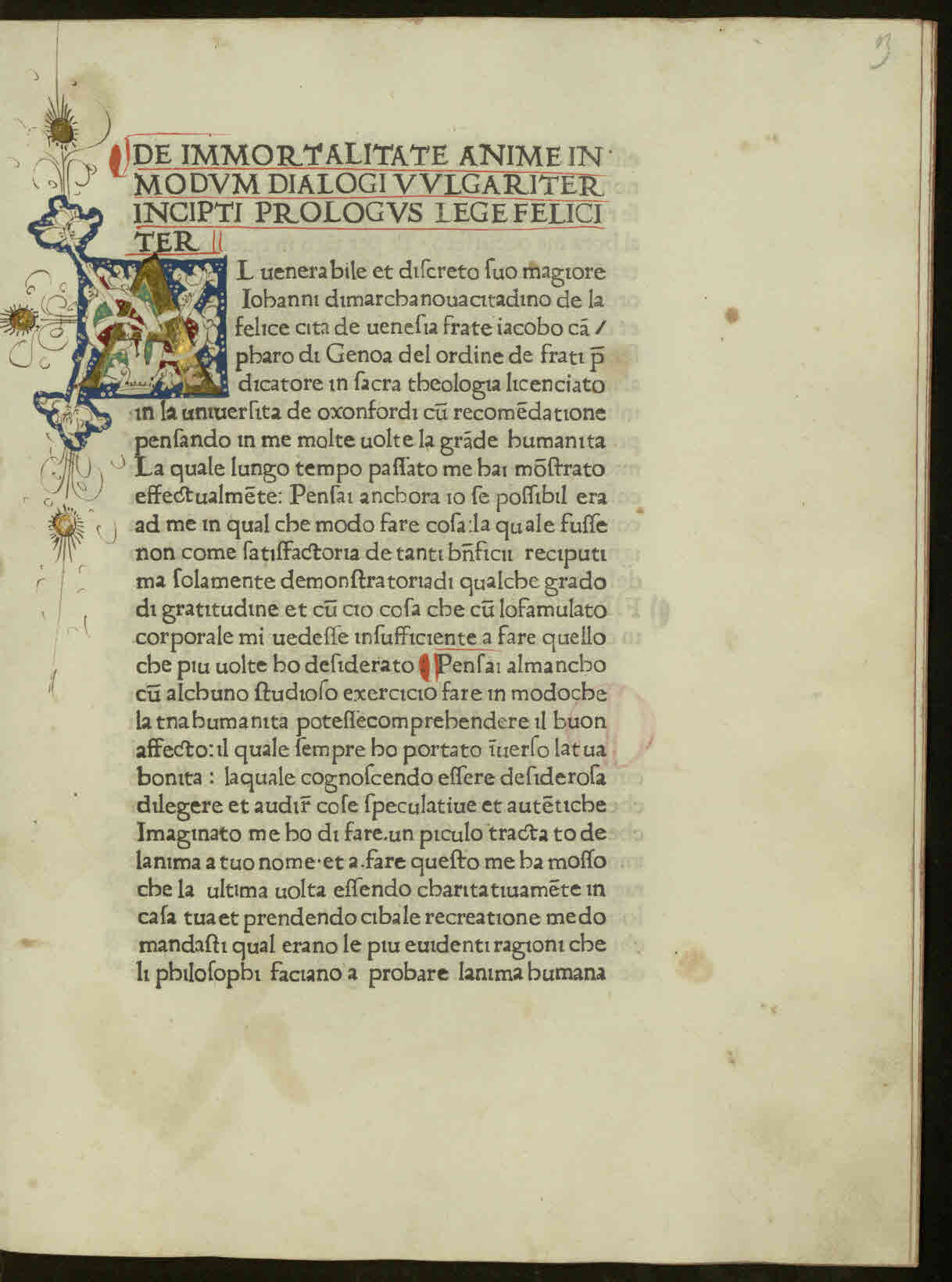
Dell'immortalità dell'anima, 1472

Studiò a Oxford, divenendo magister theologiae. Di ritorno a Genova, visse nei conventi di San Domenico e di Santa Maria di Castello. Su richiesta di Genova, il 23 gennaio 1441 fu nominato vescovo di Caffa.
Da una lettera indirizzatagli da Eugenio IV nel 1445 si presume che incontrasse difficoltà nel patriarcato degli Armeni. Si mise in viaggio verso Roma e, nonostante una sollecitazione papale del 1446, si trattenne a Genova fino al 1447 e poi ancora nel 1449. Nel 1451 e 1452, il doge Pietro Campofregoso ne richiese la sostituzione per pacificare Caffa. Nel 1454 e 1455 cercò di screditare il console di Caffa, nel 1456 concionò l'imperatore chiedendogli una crociata. Restò a Genova dal 1457 fino alla sua morte.
Leonardo da Vinci possedeva una copia del suo trattato Dell'immortalita dell'anima, più volte ristampato a partire dal 1472.

## Opere
- Dell'immortalità dell'anima, Roma, Giovanni Filippo de Lignamine, 1472.